# Satelitní svalová buňka
Myosatelitní buňka, také satelitní buňka nebo svalová kmenová buňka, je multipotentní buňka s malým množstvím cytoplazmy ve svalu, speciální typ kmenové buňky ve svalu. Satelitní buňky jsou předchůdci buněk kosterního svalstva schopné tvořit další satelitní buňky nebo se diferenciovat v buňky kosterního svalstva. Po aktivaci mohou znovu vstoupit do buněčného cyklu, aby se proliferovaly a diferencovaly na myoblasty.
Myosatelitní buňky se nacházejí mezi bazální membránou a sarkolemou svalových vláken a mohou ležet v drážkách paralelně nebo příčně k podélné ose vlákna. Jejich distribuce po vlákně se může výrazně lišit. Lze u nich pozorovat dvě stádia – klidové stádium nebo aktivované stádium.
Neproliferativní myosatelitní buňky v klidovém stádiu, které navazují na kosterní svaly, lze rozpoznat podle jejich odlišného umístění mezi sarkolemou a bazální laminou, vysokým poměrem objemu jaderných buněk k cytoplazmě, několika organelami (např. ribozomy, endoplazmatické retikulum, mitochondrie, Golgiho komplex), malé jaderné velikosti a velkého množství jaderného heterochromatinu vzhledem k myocytům. Oproti tomu aktivní satelitní buňky mají zvýšený počet caveolí (v angličtině též nazváno jako "malé jeskyně", jde o malou invaginaci plasmatické membrány – vytvoření dutiny), cytoplazmatických organel a sníženou hladinu heterochromatinu. V nepoškozeném svalu je většina satelitních buněk v klidovém stádiu; takže se nediferencují ani neabsolvují buněčné dělení. V reakci na mechanické namáhání se změní na aktivní satelitní buňky. Aktivované satelitní buňky zpočátku proliferují jako kosterní myoblasty, než podstoupí myogenní diferenciaci.
Satelitní buňky jsou schopné se diferenciovat a slučovat se, aby zvětšily svalová vlákna nebo vytvořily úplně nová vlákna. Tyto buňky patří mezi jedny z nejdéle známých dospělých kmenových buněk a podílejí se na normálním růstu svalu, ale i na regeneraci po poranění nebo nemoci.

## Struktura

### Genetické markery
Satelitní buňky mají řadu charakteristických genetických markerů, dle kterých je lze dobře identifikovat. Současně se domníváme, že většina satelitních buněk má markery PAX7 a PAX3. Výjimku tvoří však satelitní buňky ve svalech hlavy, neboť mají jedinečný vývojový program a jsou Pax3-negativní. Kromě toho lze klidové i aktivované lidské satelitní buňky identifikovat pomocí membránově vázané adhezivní molekuly nervových buněk (N-CAM / CD56 / Leu-19), což je glykoprotein na buněčném povrchu. Méně běžně používanými markery je myocytální jaderný faktor (MNF) a c-met protoonkogen (receptor pro růstový faktor hepatocytů ( HGF)).
Většinu klidových satelitních buněk poznáme podle markerů CD34 a Myf5. Problém ale nastává při identifikaci aktivních satelitních buněk, zvláště když se jejich markery mění v závislosti na jejich aktivitě; například větší aktivace vede k postupné ztrátě exprese PAX7 při jejich vstupu do proliferačního stádia. Nicméně po diferenciaci satelitních buněk je PAX7 označen viditelně. Testování HGF se také používá k identifikaci aktivních satelitních buněk. Aktivované satelitní buňky také začnou exprimovat svalové specifické vláknité proteiny, jako je desmin během jejich diferenciace.
Odvětví biologie satelitních buněk je omezeno stejnými technickými obtížemi jako ostatní odvětví kmenových buněk. Studie se výhradně opírají o průtokovou cytometrii a analýzu dle třídění fluorescenčně aktivních buněk (FACS), která neposkytuje žádné informace o buněčném původu nebo chování. Proto je nika satelitních buněk relativně nejasná a je pravděpodobné, že se skládá z několika dalších populací.

## Funkce

### Regenerace svalů
Když svalové buňky zasáhne nějaké zranění, uvolní se klidové satelitní buňky zpod bazální membrány. Změní se na aktivní myosatelitní buňky a znovu vstupují do buněčného cyklu. Tyto dělící se buňky jsou známé jako „tranzitní amplifikační skupina“ předtím, než absolvují myogenní diferenciaci, aby vznikly nové (postmitotické) myotuby (seskupení myoblastů, z nich vznikají mnohojaderná syncytia, ze kterých se tvoří svalová vlákna). Existují také důkazy, že tyto buňky by mohly být schopné sloučit se s existujícími vlákny, aby tak usnadnily růst a opravu.
Samotný proces regenerace svalů vyžaduje významnou přestavbu extracelulární matrix a tam, kde dochází k rozsáhlému poškození, je neúplný. Fibroblasty ve zjizvené tkáni, které mohou narušit funkci svalů, jsou významnou součástí patologie svalových dystrofií.
Satelitní buňky se pak proliferují a vytvářejí nová svalová vlákna procesem podobným jako při embryonálním vývoji svalů u plodu. Po několika buněčných děleních se začnou satelitní buňky slučovat s poškozenými svalovými vlákny a procházet dalšími diferenciacemi a zráním. Jednou z prvních rolí popsaných pro IGF-1 byla jeho účast na proliferaci a diferenciaci satelitních buněk. Navíc exprese IGF-1 v kosterním svalu rozšiřuje schopnost aktivovat proliferaci satelitních buněk (Charkravarthy a kol., 2000), zvyšuje a prodlužuje příznivé účinky na stárnoucí sval.

## Účinky při cvičení
Aktivace satelitních buněk se měří dle rozsahu proliferace a diferenciace. Obvykle je obsah satelitních buněk vyjádřen v jednotkách na svalové vlákno nebo jako procento z celkového jaderného obsahu, součet jader satelitů a myocytů. Zatímco adaptivní reakce na cvičení se může individuálně velmi lišit dle mnoha faktorů, jako je například genetika, věk nebo strava, výzkumy s lidmi ukázaly obecný trend, který lze aplikovat při zobecnění teorie.
Obecně se předpokládá, že cvičení způsobuje uvolňování signálních molekul včetně zánětlivých látek, cytokinů a růstových faktorů z okolních pojivových tkání a aktivních kosterních svalů. Například cytokin HGF se přenáší z extracelulární matrix do svalů cestou závislou na oxidu dusnatém (NO). Předpokládá se, že zatímco HGF aktivuje satelitní buňky, tak inzulinový růstový faktor-I (IGF-1) a fibroblastový růstový faktor (FGF) navyšují rychlost proliferace satelitních buněk po jejich aktivaci. Studie prokázaly, že intenzivní cvičení obecně zvyšuje produkci IGF-1, ačkoli reakce našeho těla je velmi individuální. Přesněji řečeno, IGF-1 existuje ve dvou izoformách: mechanický růstový faktor (MGF) a IGF-IEa. Zatímco první vyvolává aktivaci a proliferaci buněk, ten druhý způsobuje diferenciaci proliferujících satelitních buněk.
Další studie ukázaly, že jak trénink na výkon, tak vytrvalostní trénink vedou ke zvýšení počtu satelitních buněk. Tyto výsledky naznačují, že lehký vytrvalostní tréninkový režim může být užitečný k potlačení přirozeného úbytku satelitních buněk způsobeným stárnutím. Ve výkonně náročném tréninku je aktivace a proliferace satelitních buněk prokázána zvýšenými hladinami mRNA cyklinu D1 a p21 mRNA.
Aktivace satelitních buněk byla také prokázána na ultrastrukturální úrovni po cvičení. Bylo prokázáno, že přicvičení aerobiku významně přibývá množství drsného endoplazmatického retikula, volné ribozomy a mitochondrie stimulovaných svalových skupin. Navíc se ukázalo, že satelitní buňky se slučují spolu se svalovými vlákny a vyvíjejí nová svalová vlákna. Mezi další ultrastrukturální důkazy pro aktivované satelitní buňky patří zvýšená koncentrace množství Golgiho komplexu nebo pinocytotických váčků.

## Výzkum
Budoucnost kmenových buněk se rychle posouvá dopředu, a proto i výzkumu satelitních buněk byla věnována nemalá pozornost. Bohužel se zdá, že transplantované satelitní buňky mají omezenou kapacitu pro migraci a jsou schopné regenerovat svaly pouze v oblasti místa dodání. Systematická léčba nebo dokonce léčba celého svalu proto tímto způsobem není možná. Ukázalo se však, že jiné buňky v těle, jako jsou pericyty a krvetvorné kmenové buňky, jsou schopné se podílet na regeneraci svalů podobným způsobem jako endogenní satelitní buňka. Výhodou použití těchto buněčných typů pro léčbu svalových onemocnění je, že mohou být dodány systematicky a samostatně migrovat do místa poranění. Obzvláště úspěšná byla v poslední době dodávka mezoangioblastových buněk do modelu psa zlatého retrívra trpící na Duchenenneovou muskulární dystrofii (DMD), která účinně vyléčila toto onemocnění. Použitý objem vzorku byl však poměrně malý a studie byla od té doby kritizována za nedostatek vhodných kontrol pro použití imunosupresivních léků. Nedávno bylo zveřejněno, že buňky obsahující PAX7 přispívají k opravě rány v dermis přijetím fibrického fenotypu prostřednictvím procesu zprostředkovaného Wnt / p-kateninem.

### Regulace
Zatím víme jen málo o regulaci satelitních buněk. Ačkoli jsou PAX3 a PAX7 v současné době považovány za jasné satelitní markery, geny PAX jsou notoricky známé jako špatné transkripční aktivátory. Proto je třeba určit dynamiku aktivace a klidového stavu a začátku myogenního programu prostřednictvím myogenních regulačních faktorů Myf5, MyoD, myogenin a MRF4 .
Také existuje výzkum, který naznačuje, že satelitní buňky jsou negativně regulovány proteinem zvaným myostatin. Zvýšené hladiny myostatinu regulují inhibitor cyklin-dependentní kinázy zvaný p21 a tím způsobují inhibici diferenciace satelitních buněk.